# Jung Eun-ji
Jung Eun-ji (hangul: 정은지), även känd under artistnamnet Eunji, född 18 augusti 1993 i Busan, är en sydkoreansk sångerska och skådespelare.
Hon har varit medlem i den sydkoreanska tjejgruppen Apink sedan gruppen debuterade 2011. Eunji gjorde sin skådespelardebut 2012 med en av huvudrollerna i TV-dramat Reply 1997. Hon släppte sitt solo-debutalbum Dream den 18 april 2016.

## Diskografi

### Album
| Albuminformation                             | Topplacering          |
| Albuminformation                             | Sydkorea (Gaon Chart) |
| -------------------------------------------- | --------------------- |
| Dream (EP-skiva) - Släppt: 18 april 2016     | 3                     |
| The Space (EP-skiva) - Släppt: 10 april 2017 | 3                     |

### Singlar
| År          | Titel                                            | Topplacering          |
| År          | Titel                                            | Sydkorea (Gaon Chart) |
| Solo        | Solo                                             | Solo                  |
| ----------- | ------------------------------------------------ | --------------------- |
| 2016        | "Hopefully Sky"                                  | 1                     |
| 2017        | "The Spring" (ft. Hareem)                        | 2                     |
| Medverkande |                                                  |                       |
| 2012        | "Love Day" (med Yang Yo-seob)                    | 8                     |
| 2013        | "A Year Ago" (med Kim Nam-joo & Jang Hyun-seung) | 13                    |
| 2013        | "Know We're Going to Break Up" (med Huh Gak)     | 29                    |
| 2013        | "Short Hair" (med Huh Gak)                       | 1                     |
| 2013        | "Fanta Time" (med Lee Kwang-soo & Niel)          | —                     |
| 2014        | "Break Up to Make Up" (med Huh Gak)              | 1                     |

### Soundtrack
| År   | Titel                                   | Topplacering          | Serie                     |
| År   | Titel                                   | Sydkorea (Gaon Chart) | Serie                     |
| ---- | --------------------------------------- | --------------------- | ------------------------- |
| 2012 | "All For You" (med Seo In-guk)          | 1                     | Reply 1997                |
| 2012 | "Just the Way We Love" (med Seo In-guk) | 3                     | Reply 1997                |
| 2014 | "It's You"                              | 11                    | Three Days                |
| 2016 | "A Love Before"                         | 79                    | Entertainer               |
| 2017 | "Your Garden"                           | —                     | Strong Woman Do Bong-soon |

## Filmografi

### TV-drama
| År   | Titel                       | Kanal | Roll           |
| ---- | --------------------------- | ----- | -------------- |
| 2012 | Reply 1997                  | tvN   | Sung Shi-won   |
| 2013 | That Winter, the Wind Blows | SBS   | Moon Hee-sun   |
| 2013 | Reply 1994                  | tvN   | Sung Shi-won   |
| 2014 | Trot Lovers                 | KBS   | Choi Choon-hee |
| 2015 | Cheer Up!                   | KBS   | Kang Yeon-doo  |